# Єлендол (Тржич)
Єлендол (словен. Jelendol) — поселення в общині Тржич, Горенський регіон, Словенія. Висота над рівнем моря: 766,5 м.